# Campeonato Brasileiro de Futebol de 1991
O Campeonato Brasileiro de Futebol de 1991 foi a 36.ª edição do Campeonato Brasileiro e foi vencido pelo São Paulo, em uma final contra o Bragantino.
O Campeonato Brasileiro de Futebol de 1991 foi o terceiro vencido pelo São Paulo, que já havia conquistado os títulos de 1977 e 1986.
Foi a segunda final consecutiva entre dois times paulistas. O São Paulo chegou pela terceira vez seguida à final, e desta vez foi campeão, com uma vitória e um empate contra o Bragantino. O jogo final, disputado em Bragança Paulista, teve um dos menores públicos entre as decisões de Campeonatos Brasileiros: pouco mais de doze mil espectadores.
Foram rebaixados para a Série B Grêmio e Vitória. Desde que o sistema atual de rebaixamento e acesso foi estabelecido em 1988, a edição de 1991 ficou marcada pelo primeiro rebaixamento de um clube grande do chamado "G-13" do futebol brasileiro. O Grêmio, que já havia sido campeão brasileiro, da Copa do Brasil, da Libertadores e do mundo, perdeu por 3x1 para o Botafogo na última rodada e perdeu o direito de disputar a elite em 1992.
Com o rebaixamento, a diretoria do clube ameaçou uma virada de mesa, incluindo ação judicial, para disputar a edição de 1992, que acabou não se concretizando. O clube retornou para a Série A em 1993, por ter se classificado dentro das 12 vagas de acesso estabelecidas pela CBF antes do início do campeonato.
Pela quarta vez consecutiva, foi utilizado o sistema de acesso e descenso, com a quantidade de participantes da primeira divisão mantida em 20, o que só veio a ser modificado na edição de 1993, que passaria a contar com 32 clubes. O campeonato só retornaria ao quantitativo de 20 participantes na primeira divisão na edição de 2006.

## Participantes
| Equipe              | Cidade            | Estado | Em 1990      | Estádio (mando)  | Título(s)                                  |
| ------------------- | ----------------- | ------ | ------------ | ---------------- | ------------------------------------------ |
| Atlético Mineiro    | Belo Horizonte    | MG     | 5º           | Mineirão         | 2 (1937, 1971)                             |
| Atlético Paranaense | Curitiba          | PR     | 2º (Série B) | Pinheirão        | 0 (não possui)                             |
| Bahia               | Salvador          | BA     | 4º           | Fonte Nova       | 2 (1959, 1988)                             |
| Botafogo            | Rio de Janeiro    | RJ     | 12º          | Maracanã         | 1 (1968)                                   |
| Bragantino          | Bragança Paulista | SP     | 8º           | Marcelo Stéfani  | 0 (não possui)                             |
| Corinthians         | São Paulo         | SP     | 1º           | Pacaembu         | 1 (1990)                                   |
| Cruzeiro            | Belo Horizonte    | MG     | 9º           | Mineirão         | 1 (1966)                                   |
| Flamengo            | Rio de Janeiro    | RJ     | 11º          | Maracanã         | 3 (1980,1982, 1983)                        |
| Fluminense          | Rio de Janeiro    | RJ     | 15º          | Maracanã         | 2 (1970, 1984)                             |
| Goiás               | Goiânia           | GO     | 10º          | Serra Dourada    | 0 (não possui)                             |
| Grêmio              | Porto Alegre      | RS     | 3º           | Olímpico         | 1 (1981)                                   |
| Internacional       | Porto Alegre      | RS     | 16º          | Beira-Rio        | 3 (1975, 1976, 1979)                       |
| Náutico             | Recife            | PE     | 13º          | Aflitos          | 0 (não possui)                             |
| Palmeiras           | São Paulo         | SP     | 6º           | Parque Antártica | 6 (1960, 1967, 1967 RGP, 1969, 1972, 1973) |
| Portuguesa          | São Paulo         | SP     | 18º          | Canindé          | 0 (não possui)                             |
| Santos              | Santos            | SP     | 7º           | Vila Belmiro     | 6 1961, 1962, 1963, 1964, 1965, 1968 RGP)  |
| São Paulo           | São Paulo         | SP     | 2º           | Morumbi          | 2 (1977, 1986)                             |
| Sport               | Recife            | PE     | 1º (Série B) | Ilha do Retiro   | 1 (1987)                                   |
| Vasco da Gama       | Rio de Janeiro    | RJ     | 14º          | São Januário     | 2 (1974, 1989)                             |
| Vitória             | Salvador          | BA     | 17º          | Barradão         | 0 (não possui)                             |

## Fórmula de disputa
Primeira Fase: Vinte clubes jogando todos contra todos em turno único. Classificam-se os quatro primeiros para a fase final.
Fase final (com semifinais e final): sistema eliminatório, com jogos de ida e volta, tendo a vantagem do duplo empate o clube com melhor campanha.

## Primeira fase
| Pos. | Equipes             | P  | J  | V  | E  | D  | GP | GC | SG  | %  | Classificação ou rebaixamento |
| ---- | ------------------- | -- | -- | -- | -- | -- | -- | -- | --- | -- | ----------------------------- |
| 1    | São Paulo           | 26 | 19 | 11 | 4  | 4  | 26 | 14 | +12 | 68 | Classificados às semifinais   |
| 2    | Bragantino          | 26 | 19 | 9  | 8  | 2  | 27 | 14 | +13 | 68 | Classificados às semifinais   |
| 3    | Fluminense          | 24 | 19 | 10 | 4  | 5  | 28 | 19 | +9  | 63 | Classificados às semifinais   |
| 4    | Atlético Mineiro    | 24 | 19 | 8  | 8  | 3  | 28 | 19 | +9  | 63 | Classificados às semifinais   |
| 5    | Corinthians         | 24 | 19 | 8  | 8  | 3  | 23 | 17 | +6  | 63 |                               |
| 6    | Palmeiras           | 22 | 19 | 7  | 8  | 4  | 20 | 19 | +1  | 58 |                               |
| 7    | Internacional       | 20 | 19 | 5  | 10 | 4  | 19 | 16 | +3  | 53 |                               |
| 8    | Santos              | 19 | 19 | 7  | 5  | 7  | 23 | 20 | +3  | 50 |                               |
| 9    | Flamengo            | 19 | 19 | 7  | 5  | 7  | 20 | 24 | –4  | 50 |                               |
| 10   | Portuguesa          | 19 | 19 | 5  | 9  | 5  | 14 | 15 | –1  | 50 |                               |
| 11   | Vasco da Gama       | 19 | 19 | 4  | 11 | 4  | 22 | 26 | –4  | 50 |                               |
| 12   | Botafogo            | 18 | 19 | 6  | 6  | 7  | 19 | 21 | –2  | 47 |                               |
| 13   | Bahia               | 18 | 19 | 5  | 8  | 6  | 16 | 18 | –2  | 47 |                               |
| 14   | Náutico             | 17 | 19 | 7  | 3  | 9  | 19 | 25 | –6  | 45 |                               |
| 15   | Goiás               | 17 | 19 | 6  | 5  | 8  | 27 | 24 | +3  | 45 |                               |
| 16   | Cruzeiro            | 16 | 19 | 5  | 6  | 8  | 23 | 28 | –5  | 42 |                               |
| 17   | Atlético Paranaense | 15 | 19 | 5  | 5  | 9  | 27 | 28 | –1  | 39 |                               |
| 18   | Sport               | 13 | 19 | 4  | 5  | 10 | 15 | 30 | –15 | 34 |                               |
| 19   | Grêmio              | 12 | 19 | 3  | 6  | 10 | 15 | 24 | –9  | 32 | Rebaixados à Série B de 1992  |
| 20   | Vitória             | 12 | 19 | 3  | 6  | 10 | 17 | 27 | –10 | 32 | Rebaixados à Série B de 1992  |

## Desempenho por rodada
Clubes que lideraram o campeonato ao final de cada rodada:
| 1   | 1   | 2   | 3   | 4   | 5   | 6   | 7   | 8   | 9   | 10  | 11  | 12  | 13  | 14  | 15  | 16  | 17  | 18  | 19  |
| ATP | SPA | ATP | ATP | ATP | BOT | FLU | FLU | FLU | PAL | PAL | ATM | PAL | PAL | PAL | SPA | SPA | SPA | SPA | SPA |

Clubes que ficaram na última posição do campeonato ao final de cada rodada:
| 1   | 1   | 2   | 3   | 4   | 5   | 6   | 7   | 8   | 9   | 10  | 11  | 12  | 13  | 14  | 15  | 16  | 17  | 18  | 19  |
| ATM | ATP | SPT | SPT | SPT | SPT | SPT | SPT | SPT | GRE | GRE | GRE | GRE | GRE | GRE | GRE | GRE | GRE | SPT | VIT |

## Fase final
Em itálico, os times que possuem o mando de campo no primeiro jogo do confronto.
|  | Semifinais       | Semifinais | Semifinais | Semifinais |   |            | Final | Final | Final | Final |
|  |                  |            |            |            |   |            |       |       |       |       |
|  | Bragantino       | 1          | 1          | 2          |   |            |       |       |       |       |
|  | Fluminense       | 0          | 1          | 1          |   |            |       |       |       |       |
|  | Fluminense       | 0          | 1          | 1          |   | Bragantino | 0     | 0     | 0     |       |
|  |                  |            |            |            |   | Bragantino | 0     | 0     | 0     |       |
|  |                  | São Paulo  | 1          | 0          | 1 |            |       |       |       |       |
|  | São Paulo (*)    | São Paulo  | 1          | 0          | 1 | 1          | 0     | 1     |       |       |
|  | São Paulo (*)    |            |            |            |   | 1          | 0     | 1     |       |       |
|  | Atlético Mineiro | 1          | 0          | 1          |   |            |       |       |       |       |

- Classificado para as finais por ter melhor campanha.

## Final
| 5 de junho de 1991 | São Paulo        | 1 – 0 | Bragantino | Morumbi (São Paulo) Público: 67.759 Árbitro: Márcio Rezende de Freitas |
|                    | Mário Tilico 49' |       |            |                                                                        |

São Paulo: Zetti; Cafu, Antônio Carlos, Ricardo Rocha e Leonardo; Ronaldão, Bernardo e Raí; Müller, Macedo e Elivélton (Mário Tilico). Técnico: Telê Santana.
Bragantino: Marcelo; Gil Baiano, Júnior, Nei e Biro-Biro; Mauro Silva, Alberto e Mazinho; Ivair (Luís Müller), Sílvio e Ronaldo Alfredo (Franklin). Técnico: Carlos Alberto Parreira.
| 9 de junho de 1991 | Bragantino | 0 – 0 | São Paulo | Estádio Marcelo Stéfani (Bragança Paulista) Público: 12.492 Árbitro: José Roberto Wright |
|                    |            |       |           |                                                                                          |

Bragantino: Marcelo; Gil Baiano, Júnior, Nei e Biro-Biro; Mauro Silva, Alberto e Mazinho; Ivair (Luís Müller), Sílvio e João Santos (Franklin). Técnico: Carlos Alberto Parreira.
São Paulo: Zetti; Zé Teodoro, Antônio Carlos, Ricardo Rocha e Leonardo; Ronaldão, Bernardo, Cafu e Raí; Macedo e Müller (Flávio). Técnico: Telê Santana.

## Premiação
| Campeonato Brasileiro de Futebol de 1991    |
| São Paulo                                   |
| ------------------------------------------- |
| São Paulo Futebol Clube Campeão (3° título) |

## Classificação geral
| Pos. | Equipes             | Pts | J  | V  | E  | D  | GP | GC | SG  | %  | Classificação ou rebaixamento               |
| ---- | ------------------- | --- | -- | -- | -- | -- | -- | -- | --- | -- | ------------------------------------------- |
| 1    | São Paulo           | 31  | 23 | 12 | 7  | 4  | 28 | 15 | 13  | 67 | Fase de grupos da Copa Libertadores de 1992 |
| 2    | Bragantino          | 30  | 23 | 10 | 10 | 3  | 29 | 16 | 13  | 65 | Copa Conmebol de 1992                       |
| 3    | Atlético Mineiro    | 26  | 21 | 8  | 10 | 3  | 29 | 20 | 9   | 62 | Copa Conmebol de 1992                       |
| 4    | Fluminense          | 25  | 21 | 10 | 5  | 6  | 29 | 21 | 8   | 60 | Copa Conmebol de 1992                       |
| 5    | Corinthians         | 24  | 19 | 8  | 8  | 3  | 23 | 17 | 6   | 63 |                                             |
| 6    | Palmeiras           | 22  | 19 | 7  | 8  | 4  | 20 | 19 | 1   | 58 |                                             |
| 7    | Internacional       | 20  | 19 | 5  | 10 | 4  | 19 | 16 | 3   | 53 |                                             |
| 8    | Santos              | 19  | 19 | 7  | 5  | 7  | 23 | 20 | 3   | 50 |                                             |
| 9    | Flamengo            | 19  | 19 | 7  | 5  | 7  | 20 | 24 | –4  | 50 |                                             |
| 10   | Portuguesa          | 19  | 19 | 5  | 9  | 5  | 14 | 15 | –1  | 50 |                                             |
| 11   | Vasco da Gama       | 19  | 19 | 4  | 11 | 4  | 22 | 26 | –4  | 50 |                                             |
| 12   | Botafogo            | 18  | 19 | 6  | 6  | 7  | 19 | 21 | –2  | 47 |                                             |
| 13   | Bahia               | 18  | 19 | 5  | 8  | 6  | 16 | 18 | –2  | 47 |                                             |
| 14   | Náutico             | 17  | 19 | 7  | 3  | 9  | 19 | 25 | –6  | 45 |                                             |
| 15   | Goiás               | 17  | 19 | 6  | 5  | 8  | 27 | 24 | 3   | 45 |                                             |
| 16   | Cruzeiro            | 16  | 19 | 5  | 6  | 8  | 23 | 28 | –5  | 42 |                                             |
| 17   | Atlético Paranaense | 15  | 19 | 5  | 5  | 9  | 27 | 28 | –1  | 39 |                                             |
| 18   | Sport               | 13  | 19 | 4  | 5  | 10 | 15 | 30 | –15 | 34 |                                             |
| 19   | Grêmio(1)           | 12  | 19 | 3  | 6  | 10 | 15 | 24 | –9  | 32 | Rebaixados à Série B de 1992                |
| 20   | Vitória             | 12  | 19 | 3  | 6  | 10 | 17 | 27 | –10 | 32 | Rebaixados à Série B de 1992                |

1Apesar de ter sido rebaixado para a Série B de 1992, o Grêmio se classificou para a Copa Conmebol de 1992 após ser o vice-campeão da Copa do Brasil de 1991.

## Principais artilheiros
1. Paulinho McLaren (Santos), 15 gols;
2. Tulio (Goiás), 13 gols.